# Tjejen som jobbade skift
Tjejen som jobbade skift (engelska: Swing Shift) är en amerikansk romantisk dramafilm från 1984 i regi av Jonathan Demme. I huvudrollerna ses Goldie Hawn, Kurt Russell, Christine Lahti, Fred Ward och  Ed Harris. 

## Handling
Året är 1941, andra världskriget rasar och USA har blivit indragna i det definitivt efter attacken mot Pearl Harbor. Kay Walsh får medan hennes man är inkallad vid flottan arbeta i en vapenfabrik tillsammans med andra kvinnor som heller inte arbetat tidigare. Hon umgås med grannen Hazel och träffar en charmig man som kallas Lucky...

## Rollista i urval
- Goldie Hawn - Kay Walsh
- Kurt Russell - Mike 'Lucky' Lockhart
- Christine Lahti - Hazel Zanussi
- Ed Harris - Jack Walsh
- Fred Ward - Archibald 'Biscuits' Toohey
- Belita Moreno - Mabel Stoddard
- Holly Hunter - Jeannie Sherman
- Sudie Bond - Annie
- Patty Maloney - Laverne
- Lisa Pelikan - Violet Mulligan
- Phillip Christon - rekryt på "Egyptian"
- Charles Napier - Moon Willis
- Alana Stewart - Frankie Parker
- Susan Peretz - Edith Castle
- Joey Aresco - Johnny Bonnaro
- Morris 'Tex' Biggs - Clarence
- Reid Cruickshanks - Spike
- Dennis Fimple - Rupert George
- Chris Lemmon - löjtnant O'Connor (som Christopher Lemmon)
- Laura Hawn - Ethel
- Marvin Miller - Rollo
- Susan Barnes - Skinny
- Alana Stewart - Frankie Parker
- Penny Johnson Jerald - Genevieve (som Penny Johnson)
- Belinda Carlisle - sångerska på Jamboree
- Lisa Chadwick - vokalist på Kelly's
- Roger Corman - Mr. MacBride

## Musik i filmen i urval
- "Someone Waits For You", musik av Peter Allen, text av Will Jennings, framförd av Carly Simon
- "Serenade in Blue", musik och text av Mack Gordon och Harry Warren, framförd av Glenn Miller och hans orkester
- "Why Don't You Do Right?", text av Joe McCoy, framförd av Lisa Chadwick
- "I'll Be Seeing You", musik och text av Irving Kahal och Sammy Fain, framförd av Jo Stafford